# Riacho Juàzeiro
Riacho Juàzeiro är ett periodiskt vattendrag i Brasilien.   Det ligger i delstaten Bahia, i den östra delen av landet, 700 km nordost om huvudstaden Brasília.
Omgivningarna runt Riacho Juàzeiro är huvudsakligen savann. Runt Riacho Juàzeiro är det mycket glesbefolkat, med 7 invånare per kvadratkilometer.